# Roy Romanow
Roy Romanow (né le 12 août 1939) est un homme politique canadien et premier ministre de la Saskatchewan de 1991 à 2001.

## Biographie
Né à Saskatoon, Romanow naît de parents ukrainiens, Tekla et Michael Romanow, originaires d'Ordiv dans l'Oblast de Lviv. Durant son enfance, sa langue maternelle est l'ukrainien.
Il étudie la science politique à l'Université de la Saskatchewan où il obtient un BA et un LL.B en droit.

## Carrière politique
Durant sa carrière politique, Romanow est conduit à l'Assemblée législative à la suite de huit élections générales sur neuf entre 1967 à 1999. Il siège alors comme député du Nouveau Parti démocratique de la Saskatchewan.
Élu initialement en 1967 dans Saskatoon Riversdale. Il est réélu en 1971, 1975 et en 1978. Défait par la progressiste-conservatrive Jo-Ann Zazelenchuk, alors âgée de 22 ans, il retrouve son poste en 1986. Réélu en 1991, 1995 et en 1999, il démissionne en 2001.

### Membre du cabinet Blakeney
Siégeant au conseil des ministres du premier ministre Allan Blakeney, il occupe le poste de vice-premier ministre et procureur-général  entre 1971 et 1982.
Durant les discussions liées au rapatriement de la Constitution du Canada, le ministre fédéral de la Justice, Jean Chrétien, le procureur général de l'Ontario, Roy McMurtry, et Romanow travaillent aux derniers détails des nouvelles dispositions liées à la Constitution lors d'une rencontre dans l'après-midi du 4 novembre 1981 connue sous le nom de l’ « Accord de la cuisine », du lieu où se sont déroulées les négociations dans une cuisinette attenante aux locaux de la délégation fédérale et à la salle du quatrième étage du Centre national des conférences à Ottawa. Ces négociations permirent de dénouer l'impasse dans la soirée du 4 novembre 1981 ou « soirée du rapatriement » et de rallier le lendemain toutes les provinces, à l'exception du Québec, à l'Accord constitutionnel du 5 novembre 1981 sur le rapatriement de la Constitution du Canada. Romanow s'oppose fortement à toute introduction de dispositions liées à la vie privée et aucune ne sera incluse dans la Charte canadienne des droits et libertés.

### Premier ministre de la Saskatchewan
Le 7 novembre 1987, Romanow remplace Allan Blakeney au poste de chef du Nouveau Parti démocratique de la Saskatchewan et chef de l'Opposition officielle. Remportant une majorité de siège lors des élections de 1991, il devient premier ministre de la Saskatchewan.
Le gouvernement Romanow est plus conservateur que le gouvernement néo-démocrate précédent. Héritant d'une dette de 14 milliards de dollars du gouvernement conservateur précédent, il élimine le déficit en procédant à la fermeture de nombreux hôpitaux régionaux, en coupant de nombreux services publics et par des augmentations de taxes. Durant cette période, le gouvernement Romanow bénéfice de bas taux d'intérêt, mais doit calmer l'aile gauche du parti en prétextant l'ampleur de la dette provinciale accumulée.

## Après la politique

### Refus d'entrer en politique fédérale
Bien connu de Pierre Trudeau, premier ministre du Canada de 1968 à 1979 et de 1980 à 1984, et grand ami de Jean Chrétien, également premier ministre du Canada de 1993 à 2003, les Libéraux fédéraux et Chrétien ont régulièrement tenté de convaincre Romanow de faire le saut en politique fédérale, mais sans succès.

### Commission fédérale sur le futur des soins de santé au Canada
Le 4 avril 2001, Romanow est nommé à la tête de la commission royale sur le Futur des soins de Santé au Canada par la gouverneure-générale Adrienne Clarkson, sur recommandation du premier ministre Jean Chrétien. De cette commission naît le Rapport Romanow en 2002.

### Honneurs
Nommé membre du Conseil privé de la Reine pour le Canada le 13 novembre 2003, il est également fait officier de l'Ordre du Canada et récompensé de l'Ordre du mérite de la Saskatchewan. En 2005, il reçoit une médaille commémorative du centenaire de la Saskatchewan par la lieutenante-gouverneure Lynda Haverstock et inaugure son portrait officiel à l'Assemblée législative.